# Pascal Robert (cyclisme)
Pour le footballeur français, voir Pascal Robert. Pour les homonymes, voir Robert.
Pascal Robert, né le 20 octobre 1963 à Valence, est un coureur cycliste français, professionnel de 1985 à 1986 et ayant participé aux Jeux olympiques de Los Angeles.

## Palmarès sur route

### Par année
- 1983
  - 2e du Tour du Gévaudan
- 1984
  - 3e de Annemasse-Bellegarde-Annemasse
- 1987
  - Tour de Haute-Marne
  - 3e du Tour de Franche-Comté

### Résultats sur les grands tours

#### Tour d'Espagne
1 participation
- 1986 : 93e

## Palmarès sur piste

### Jeux olympiques
- Los Angeles 1984
  - Sixième de la poursuite par équipes (en)[1].
  - Septième de la poursuite individuelle (en)[2].